# Élections législatives d'août 1815 en Corrèze
Les élections législatives françaises d'août 1815 se déroulent les 14 août et 22 août 1815. Dans la Corrèze, trois députés sont à élire dans le cadre de trois circonscriptions.

## Contexte
Les élections se déroulent dans un climat tendu par la terreur blanche. La chute de l'Empire a conduit à la Seconde Restauration qui va élire les députés de la première législature.

## Mode de scrutin
En vertu de l'ordonnance du 13 juillet 1815, les députés sont élus au suffrage censitaire indirect. En premier lieu, les collèges d'arrondissement, composés de l'ensemble des électeurs, désignent les candidats potentiels. En second lieu, le collège départemental, composé des électeurs les plus riches, élit les députés, en veillant à choisir au moins la moitié des députés parmi les candidats retenus au scrutin du premier degré.
L'ordonnance du 13 juillet 1815 abaisse les limites d'âge prévues par les articles 38 et 41 de la Charte. Sont ainsi électeurs tous les citoyens d'au moins 21 ans et payant 300 francs d'impôts directs. Sont éligibles tous les citoyens âgés d'au moins 25 ans et payant au moins 1 000 francs d'impôts directs.
De fait, 72 000 seront appelés à voter pour une population française de 30 millions d'habitants. Le mode d'élection est indirect à deux tours, les collèges d'arrondissement se bornent à élire des candidats le 14 août 1815, lesquels sont soumis ensuite aux collèges départementaux lors du second tour le 22 août.

## Résultats

### Élus
| Circonscription                       | Député sortant | Parti | Parti | Député élu ou réélu    | Parti | Parti           |
| ------------------------------------- | -------------- | ----- | ----- | ---------------------- | ----- | --------------- |
| Grand collège électoral de la Corrèze | nouveau régime |       |       | Antoine-Léger Sartelon |       | Ultraroyalistes |
| 1er collège électoral de la Corrèze   | nouveau régime |       |       | Joseph de Foucauld     |       | Ultraroyalistes |
| 2e collège électoral de la Corrèze    | nouveau régime |       |       | Joseph Fouché          |       | Ultraroyalistes |

### Tour unique du 22 août 1815
En raison de l'instauration d'un nouveau régime (Seconde Restauration), de nouvelles élections ont lieu afin d'élire les députés de la première législature.
| Candidats | Candidats              | Circonscription                       | Groupe          | Premier tour | Premier tour |     |  |
| Candidats | Candidats              | Circonscription                       | Groupe          | Voix         | %/Votants    | Élu |  |
| --------- | ---------------------- | ------------------------------------- | --------------- | ------------ | ------------ | --- |  |
|           | Antoine-Léger Sartelon | Grand collège électoral de la Corrèze | Ultraroyalistes | 192          | 96,96        | Oui |  |
|           | Joseph de Foucauld     | 1er collège électoral de la Corrèze   | Ultraroyalistes | 198          | 100          | Oui |  |
|           | Joseph Fouché          | 2e collège électoral de la Corrèze    | Ultraroyalistes | 198          | 100          | Oui |  |